# 1689

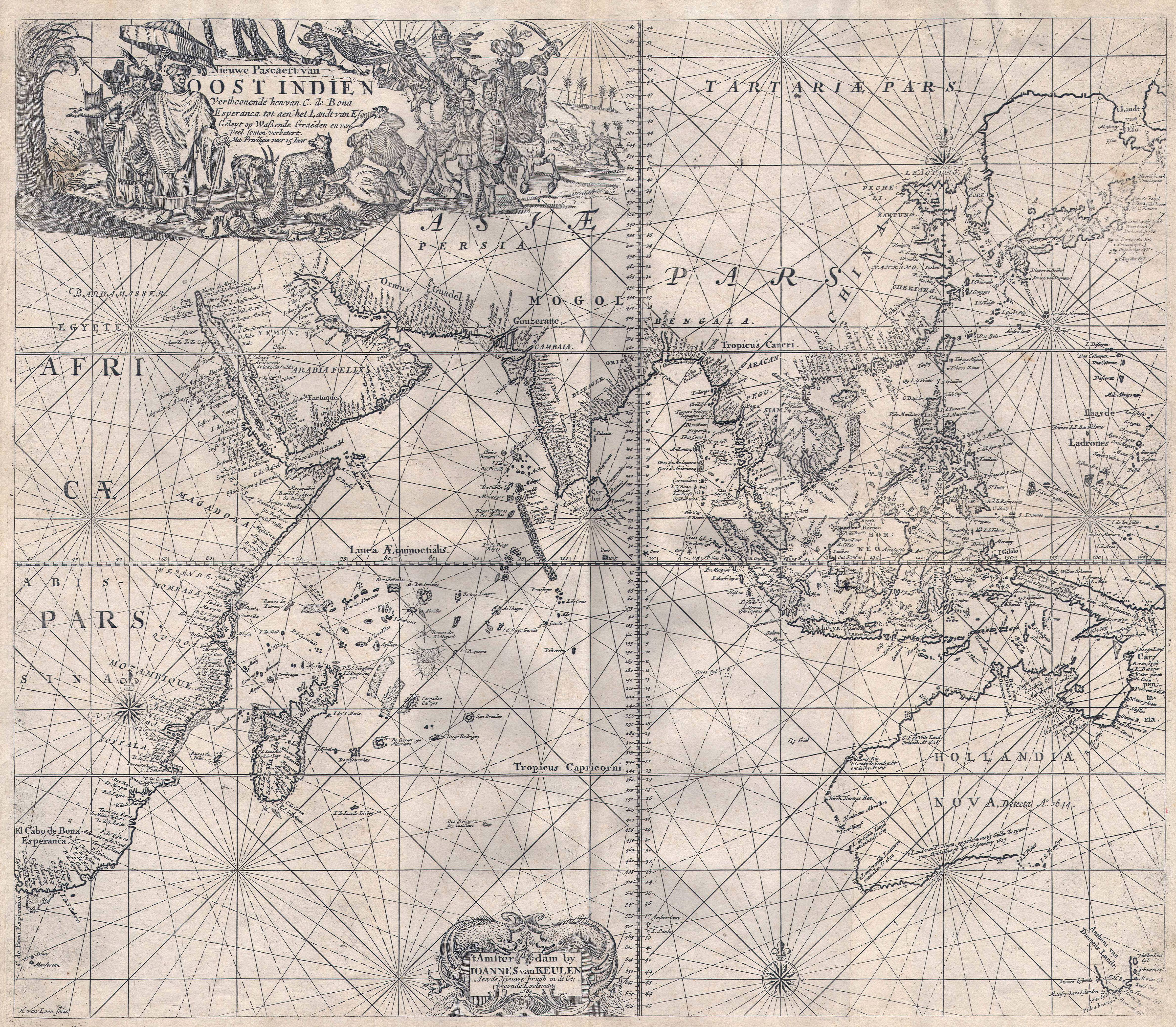
Johannes van Keulen
Paskaart van Oost Indië 1689

Het jaar 1689 is het 89e jaar in de 17e eeuw volgens de christelijke jaartelling.

## Gebeurtenissen
januari
- 28 - Het Engelse parlement verklaart Jacobus II vervallen van de troon.

februari
- 13 - William & Mary aanvaarden de Bill of Rights en laten hiermee officieel hun koningschap beginnen. Zij geven daarmee aan als constitutionele vorsten te zullen regeren.

maart
- 11 - Marathaleider Sambhaji wordt na wekenlange marteling ter dood gebracht in opdracht van Mogolkeizer Aurangzeb.
- maart tot augustus - De Grote Alliantie drijft de troepen van koning Lodewijk XIV van Frankrijk uit de Palts. Op zijn aftocht laat hij een twintigtal grote steden in de Palts zoals Heidelberg, Mannheim, Spiers en

Worms volledig verwoesten 
april
- 11 - Het parlement van Schotland zet koning Jacobus II van Engeland af wegens "schending van de wet". William and Mary worden uitgeroepen tot koningen van Schotland.

juli
- 15 - Walraad van Nassau-Usingen wordt bevorderd tot tweede veldmaarschalk van het Staatse leger.
- 29 - De Schotse edelman John Graham, 1st Viscount Dundee, verslaat met een door hemzelf opgericht legertje van Schotse hooglanders bij Killiecrankie de troepen van koning Willem III. Zelf sneuvelt hij echter.

augustus
- 27 - Het Verdrag van Nertsjinsk stelt de grens vast tussen keizerrijk Rusland en China, en maakt een einde aan het gewapend conflict. Het scheepvaartverkeer over de Amoer komt toe aan China, maar Rusland krijgt een handelsrelatie met de Chinezen.
- Franse kapers verwoesten plantages en gebouwen van de Zeeuwse kolonie Pomeroon.

zonder datum
- De Toleration Act regelt de godsdienstige verhoudingen in Engeland na de Glorious Revolution. De non-conformisten krijgen vrijheid van godsdienstoefening. De rooms-katholieken niet, maar hun priesters worden niet meer vervolgd.
- De Hannoverse minister vrijheer Otto Grote (1636-1693) verwerft de rijksheerlijkheid Schauen. Hierdoor ontstaat er aan het eind van de zeventiende eeuw nog een nieuwe miniatuurstaat in Duitsland.

## Muziek
- Arcangelo Corelli componeert 12 sonatas da chiesa, Opus 3
- Heinrich Ignaz Franz Biber componeert de opera Alessandro in Pietra

## Beeldende kunst

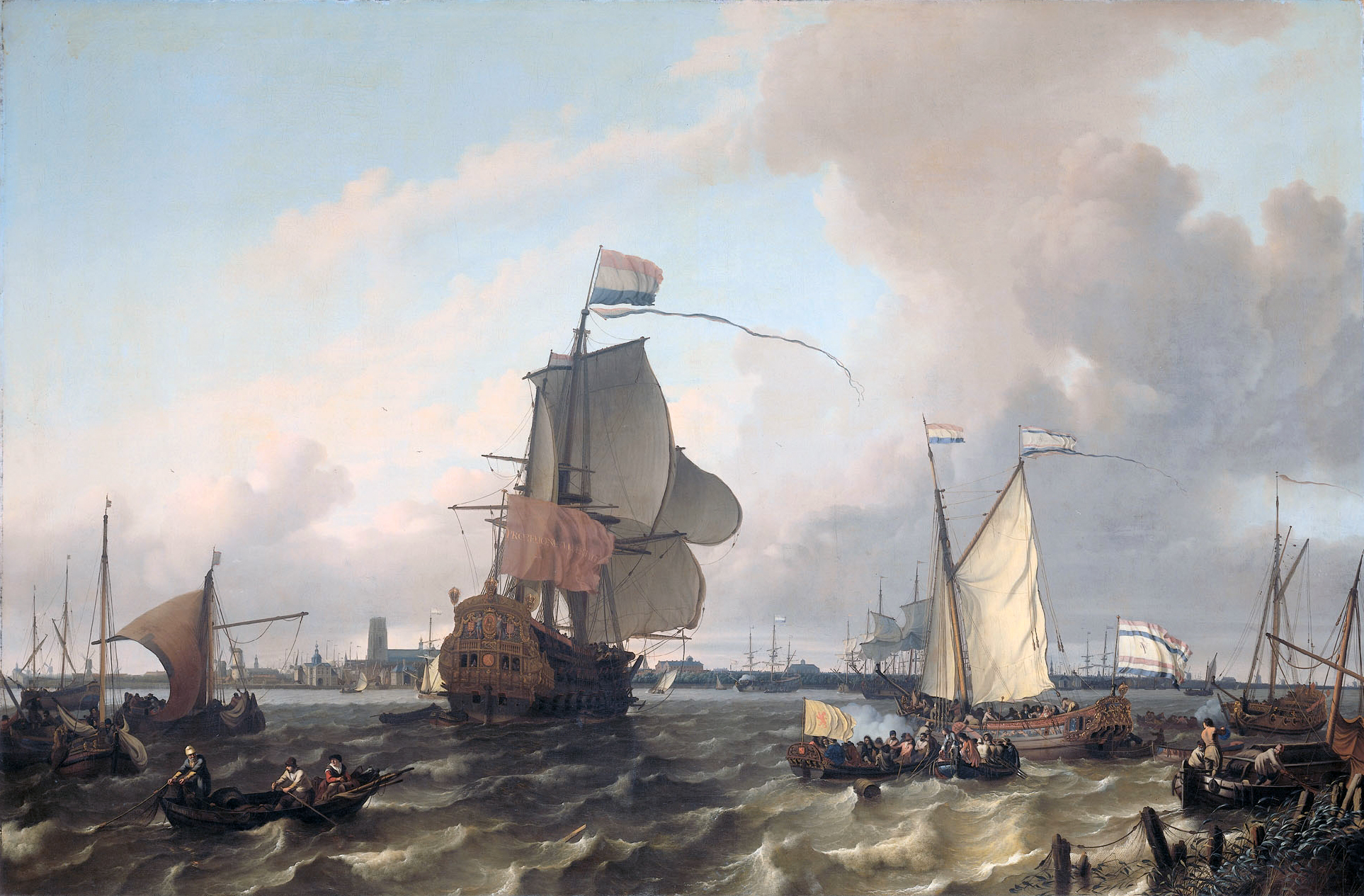
Het fregat ‘Brielle’ op de Maas voor Rotterdam (1689) Ludolf Bakhuizen Rijksmuseum
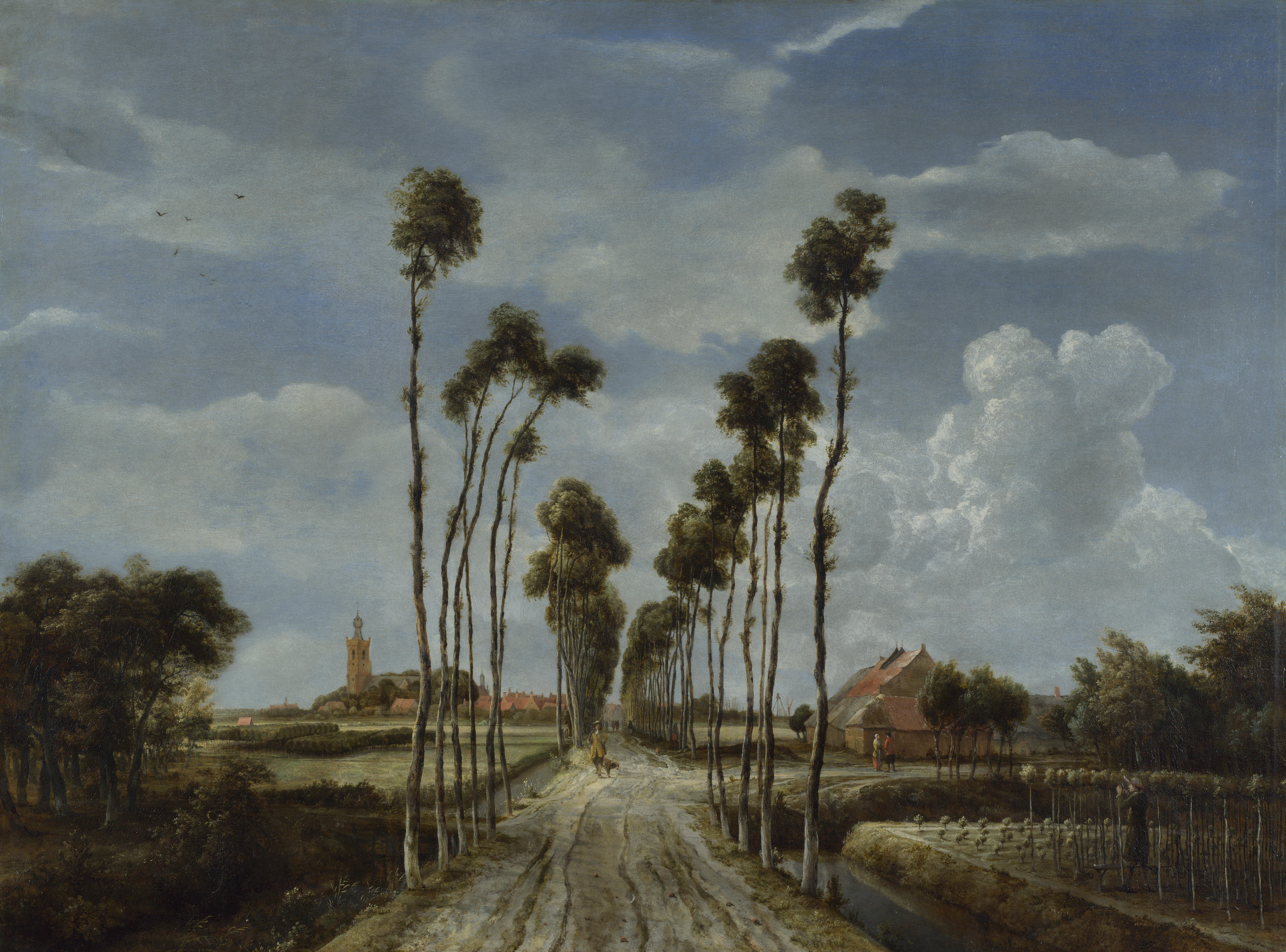
Het laantje van Middelharnis (1689) Meindert Hobbema, National Gallery

## Bouwkunst

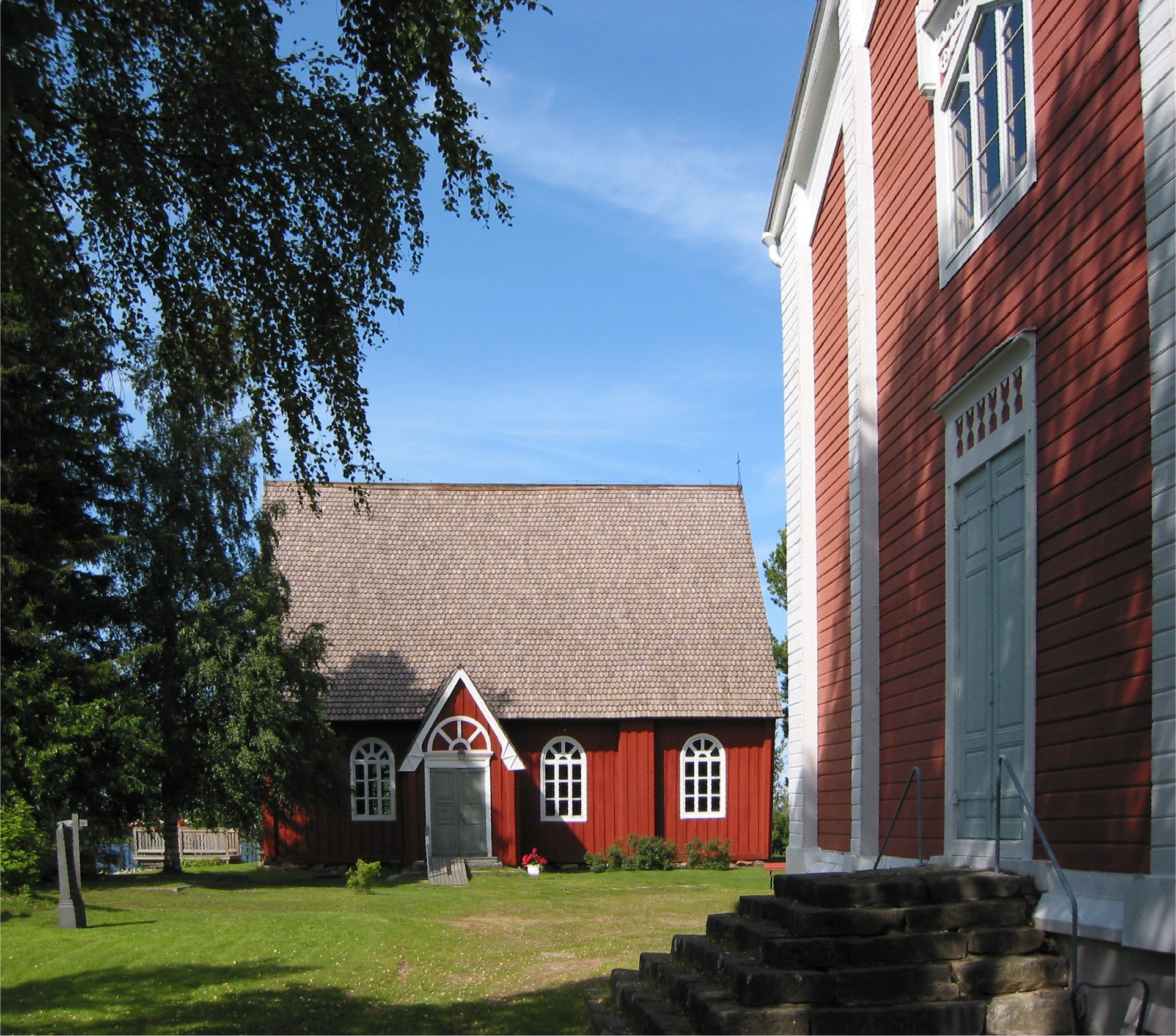
Tervola kerk, Finland (1689)

## Geboren
januari
- 18 - Charles Montesquieu, Frans filosoof (overleden 1755)
- 29 - Hubert Kornelisz. Poot, Nederlands dichter

april
- 15 - Adriaan Loosjes, Nederlands predikant en schrijver (overleden 1767)

mei
- 26 - Mary Wortley Montagu, Engels schrijfster

juli
- 24 - Willem, hertog van Gloucester, zoon van prinses Anne en mogelijk troonopvolger (overleden 1700)

augustus
- 19 - Samuel Richardson, Brits drukker en schrijver van zedenromans (overleden 1761)

december
- 23 - Joseph Bodin de Boismortier, Frans barokke componist (overleden 1755)

datum onbekend
- Jan Josef Ignác Brentner, Boheems componist (overleden 1742)

## Overleden
januari
- 24 - Maria van Cortlandt (43), waarnemend patroon van de kolonie Rensselaerswijck

februari
- 12 - Marie Louise van Orléans (26), koningin van Spanje
- 22 - Willem Ogier, Vlaams toneelschrijver.

april
- 16 - Aphra Behn (48), Britse schrijfster
- 19 - Christina I van Zweden (62), koningin van Zweden

augustus
- 12 - Paus Innocentius XI (78), paus van 1676 tot 1689

oktober
- 17 - Albert Magnus (47), Nederlands boekbinder en uitgever